# Шуйлър (окръг, Мисури)
Окръг Шуйлър (на английски: Schuyler County) е окръг в щата Мисури, Съединени американски щати. Площта му е 798 km², а населението - 4170 души (2000). Административен център е град Ланкастър.